# Bastian Steger
Bastian Steger (Oberviechtach, 19 de março de 1981) é um mesa-tenista alemão. 

## Carreira
Bastian Steger representou seu país nos Jogos Olímpicos de 2012, na qual conquistou a medalha de bronze por equipes. 